# BIX (groupe)
Pour les articles homonymes, voir BIX.

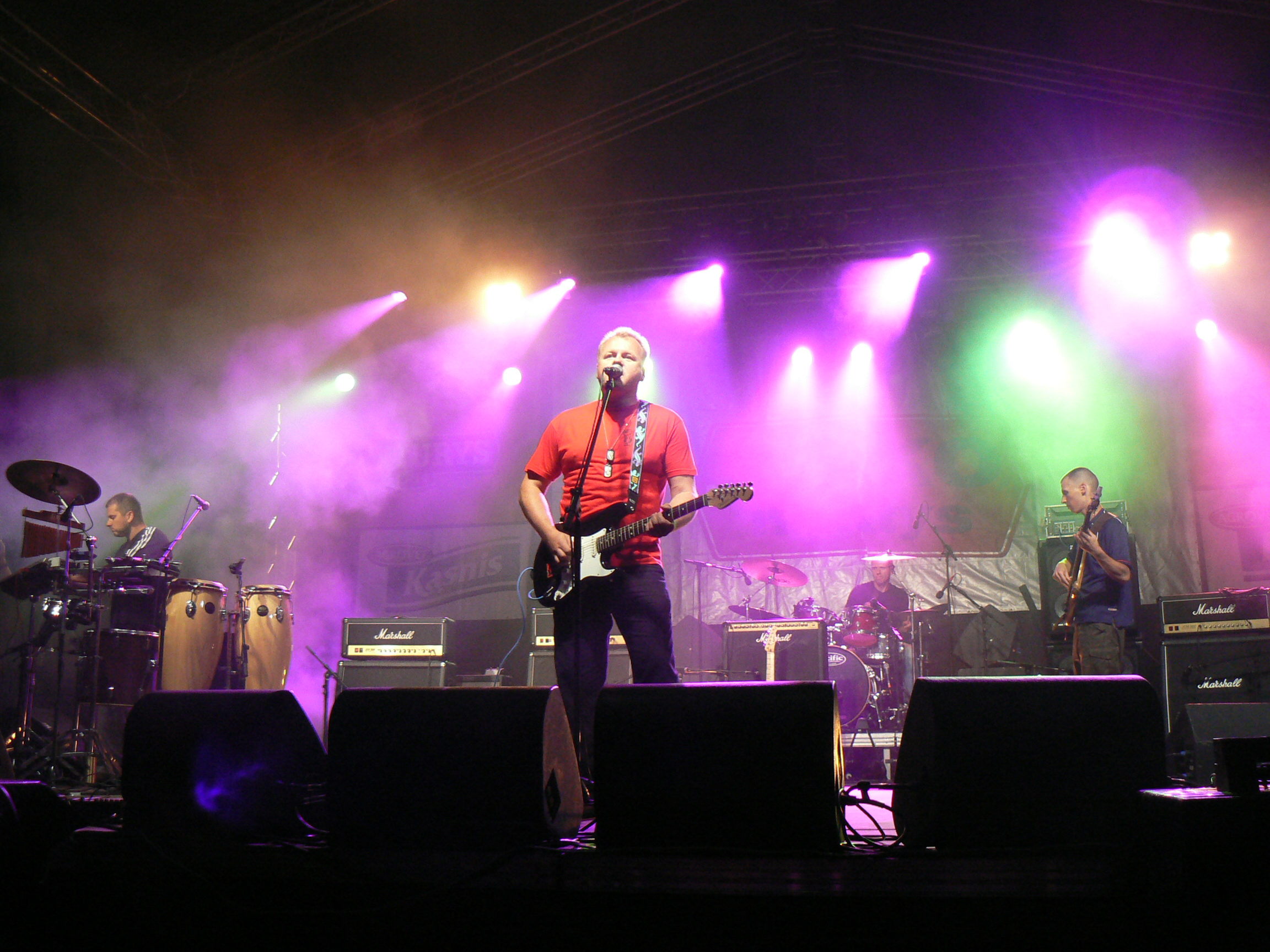

BIX est l'un des plus vieux et plus connus groupe rock de Lituanie. Formé en 1987 à Šiauliai, le groupe n'eut besoin que de quelques mois pour devenir un groupe culte. Après une période de tournée intense à travers l'Europe et aux États-Unis, ils sont devenus le groupe Balte avec le plus d'expérience, mais aussi le plus connu en occident. 

## Membres
- Saulius 'Samas' Urbonavičius - voix, guitare
- Gintautas 'Profesorius' Gascevičius - batterie
- Mindaugas 'Špokas' Špokauskas - clavier
- Skirmantas Gibavičius - basse
- Aurimas Povilaitis - percussions

## Discographie
- 1991 Akli Kariai
- 1992 La Bomba
- 1993 Doozgle
- 1994 Tikras Garsas
- 1995 7
- 1996 Žiurkių Miestas
- 1997 WOR'S